# Convocazioni al campionato europeo dei piccoli stati femminile di pallavolo 2011
Elenco delle giocatrici convocate per il campionato europeo dei piccoli stati 2011.

## Cipro
| N° | Nome                  | Ruolo | Data di nascita   | Squadra          |
| -- | --------------------- | ----- | ----------------- | ---------------- |
| -  | -                     | All   | -                 | -                |
| 2  | Sofia Manitarou       | S     | 3 maggio 1987     | Apollōn Limassol |
| 3  | Christiana David      | L     | 27 settembre 1983 | -                |
| 5  | Tetyana Timokhova     | P     | 19 gennaio 1974   | Apollōn Limassol |
| 6  | Despoina Konstantinou | P     | 25 febbraio 1987  | AEL Limassol     |
| 7  | Panagiuta Kouta       | C     | 7 dicembre 1988   | Anorthōsīs       |
| 8  | Chryso Vouvakou       | C     | 28 novembre 1986  | -                |
| 9  | Andrea Charalambous   | C     | 14 febbraio 1987  | -                |
| 11 | Elena Mosfilioti      | L     | 11 febbraio 1991  | -                |
| 13 | Andri Iordanous       | -     | 23 febbraio 1988  | AEL Limassol     |
| 15 | Foteini Chrysanthou   | -     | 3 ottobre 1988    | -                |
| 16 | Eleni Michael         | S     | 13 novembre 1981  | -                |
| 17 | Petra Alexandrou      | -     | 8 giugno 1978     | -                |

## Liechtenstein
| N° | Nome                | Ruolo | Data di nascita   | Squadra |
| -- | ------------------- | ----- | ----------------- | ------- |
| -  | -                   | All   | -                 | -       |
| 1  | Barbara Schadegg    | -     | 15 febbraio 1976  | -       |
| 2  | Laura Rüegg         | L     | 4 giugno 1987     | Kanti   |
| 3  | Barbara Marxer      | C     | 29 settembre 1984 | -       |
| 5  | Monika Marxer       | P     | 27 dicembre 1986  | Galina  |
| 9  | Melanie Büchel      | S     | 14 settembre 1983 | Galina  |
| 11 | Chantal Beck        | C     | 20 ottobre 1991   | -       |
| 13 | Alejandra Maldonado | S     | 2 luglio 1992     | -       |
| 16 | Corina Schmuck      | S/O   | 10 aprile 1994    | Galina  |
| 18 | Claudia Hasler      | S     | 17 luglio 1985    | Galina  |

## Lussemburgo
| N° | Nome              | Ruolo | Data di nascita   | Squadra    |
| -- | ----------------- | ----- | ----------------- | ---------- |
| -  | -                 | All   | -                 | -          |
| 2  | Samirah Frisch    | L     | 19 giugno 1989    | Mamer      |
| 3  | Betty Hoffmann    | S/O   | 11 gennaio 1996   | RSR Walfer |
| 4  | Fabienne Welsch   | C     | 21 settembre 1993 | RSR Walfer |
| 5  | Rebecca Klerf     | -     | 4 ottobre 1994    | -          |
| 7  | Analena Mach      | O/C   | 1º giugno 1995    | Steinfort  |
| 9  | Lucy Lordong      | -     | 22 gennaio 1994   | -          |
| 10 | Isabelle Frisch   | S/O   | 16 dicembre 1987  | Mamer      |
| 11 | Martine Emeringer | P     | 9 gennaio 1981    | Mamer      |
| 13 | Michèle Breuer    | P     | 24 marzo 1993     | RSR Walfer |
| 14 | Nathalie Brass    | S     | 18 marzo 1994     | RSR Walfer |
| 15 | Liz Alliaume      | C     | 15 novembre 1992  | RSR Walfer |
| 18 | Lynn Elouardi     | S     | 9 marzo 1982      | Mamer      |

## San Marino
| N° | Nome                    | Ruolo | Data di nascita  | Squadra      |
| -- | ----------------------- | ----- | ---------------- | ------------ |
| -  | -                       | All   | -                | -            |
| 2  | Samanta Giardi          | C     | 9 gennaio 1977   | Beach & Park |
| 3  | Veronica Barducci       | S     | 14 luglio 1983   | -            |
| 4  | Cristina Baciocchi      | S     | 4 agosto 1987    | Beach & Park |
| 5  | Benedetta Bronzetti     | C     | 4 aprile 1992    | -            |
| 6  | Federica Mazza          | L     | 26 gennaio 1983  | Beach & Park |
| 7  | Elisa Parenti           | S/O   | 12 aprile 1979   | Viserba      |
| 9  | Chiara Parenti          | S     | 19 gennaio 1991  | Beach & Park |
| 11 | Martina Mazza           | L     | 26 dicembre 1987 | Beach & Park |
| 14 | Maria Camilla Montironi | P     | 17 marzo 1989    | -            |
| 16 | Giulia Muccioli         | C     | 28 marzo 1988    | -            |